# Молдован, Соломон Ильич
Соломо́н Изра́илевич (Семён Ильи́ч) Молдова́н (26 октября 1918, Кишинёв — 10 июня 2006, Бронкс, Нью-Йорк) — молдавский советский журналист, сценарист и переводчик.

## Биография
Родился в потомственной врачебной семье в Кишинёве. Учился в румынской гимназии там же. В 1940—1941 годах работал в ТАСС. В 1941—1942 годах служил в стройбате, в 1943—1944 годах преподавал в школе.
В 1953 году окончил Кишинёвский государственный педагогический институт им. Иона Крянгэ. Был главным редактором союзной информации АТЕМ (молдавского отделения ТАСС, 1944—1973).
В 1958 году совместно с Олегом Павловским написал сценарий первого полнометражного художественного фильма киностудии Молдова-филм «Атаман Кодр», затем сценарии ряда документальных и телевизионных фильмов. Переводил художественную прозу с молдавского языка на русский; так, в его переводах с молдавского вышли книги Даниила Шехтера «Горячий пепел» (Кишинёв: Литература артистикэ, 1978) и «Под созвездием Стрельца» (Кишинёв: Литература артистикэ, 1984). В 1978 году опубликовал повесть «Кавус».
Эмигрировал в Израиль, оттуда в США. Автор книги «Похождения фантазёра» (сказки для взрослых, Нью-Йорк: Effect Pub. Inc., 1998).

## Фильмография
- 1958 — Атаман Кодр (художественный)
- 1964 — Беспокойное наследство
- 1968 — Свет далёких звёзд (документальный)
- 1971 — Мой голос для тебя («Мария Биешу», музыкальный телевизионный фильм, режиссёр М. С. Голер)
- 1972 — Песня дружбы (документальный)
- 1972 — Молдавские эскизы (документальный)
- 1972 — Советская Молдавия (документальный)
- 1973 — Приетения (документальный)
- 1973 — Край Белого аиста (телевизионный, ТВ Братислава)
- 1973 — Парторг (документальный, режиссёр М. С. Голер)
- 1974 — Молдавия — возраст зрелости (документальный)
- 1976 — Ориентиры времени (документальный)